# Dignity (Band)
Dignity ist eine österreichisch-schwedische Heavy-Metal-Band, die 2006 in Wien gegründet wurde.

## Geschichte
Im Herbst 2006 wurde Dignity vom Keyboarder Frank Pitters und vom Schlagzeuger Roland Navratil, der zuvor mit Edenbridge fünf Studioalben und ein Livealbum aufgenommen hatte, gegründet. Mit Martin Mayr (Gitarre) und John Boy Bastard (Bass) wurde das Line-up noch im selben Jahr ergänzt. Der schwedische Sänger Jake E stieß erst 2007 zur Band, als die Aufnahmen für das Album Project Destiny bereits im Gange waren. Im Sommer 2008 unterzeichneten Dignity einen weltweiten Plattenvertrag bei Napalm Records. Der englische Radiosender Radio BCMF wählte Project Destiny zum „Album des Jahres 2008“.

## Stil
Die Musik von Dignity kann im melodischen Hard Rock eingeordnet werden und erinnert an Edguy, Europe oder Axel Rudi Pell.

## Diskografie
- 2008: Project Destiny (Studioalbum, Napalm Records)
- 2013: Balance of Power (Studioalbum, Fastball Music)